# Comuna Botieve, Prîazovske
Botieve (în ucraineană Ботієве) este o comună în raionul Prîazovske, regiunea Zaporijjea, Ucraina, formată din satele Babanivka, Botieve (reședința) și Strohanivka.

## Demografie
Componența lingvistică a comunei Botieve
     Rusă (72,21%)
     Ucraineană (13,63%)
     Bulgară (13,27%)
     Alte limbi (0,4%)
Conform recensământului din 2001, majoritatea populației comunei Botieve era vorbitoare de rusă (72,21%), existând în minoritate și vorbitori de ucraineană (13,63%) și bulgară (13,27%).